# Pterogenia laticeps
Pterogenia laticeps är en tvåvingeart som beskrevs av Mario Bezzi 1916. Pterogenia laticeps ingår i släktet Pterogenia och familjen bredmunsflugor. Inga underarter finns listade i Catalogue of Life.